# L'Horloge temporelle
L'Horloge temporelle est un recueil, composé en 1979, de huit nouvelles de science-fiction et d'un article écrits par A. E. van Vogt (Canada).

## Contenu

### Article
- Le Lancement d'Apollo XVII : Reportage sur des gens qui assistent en direct au lancement d'une mission spatiale aux États-Unis.

### Nouvelles
- L'Horloge temporelle (The Timed Clock, 1972) : Un homme raconte à ses invités qu'il mène deux vies : une au temps présent, l'autre dans le passé. De plus, il serait son propre grand-père, tout comme sa femme serait sa propre grand-mère.
- Chute libre (Death Talk, 1978) : La Terre survit tant bien que mal à la suite d'une guerre dévastatrice. Un homme voudra se libérer de l'emprise des seigneurs qui la contrôlent depuis des nacelles situées à des kilomètres au-dessus de celle-ci.
- La Condition masculine (The Male Condition, 1978) : Dans le but d'étudier la psyché masculine, un psychologue spécialisé en éducation sexuelle propose une expérience de viol à une collègue. Celle-ci tirera matière à réflexion de cette expérience.
- Le Rat et le Serpent (The Rat and the Snake, 1971) : Le propriétaire d'un serpent dérobe des rats d'un laboratoire voisin au mépris des avertissements répétés. Il paiera chèrement ses forfaits.
- Ersatz éternel (Ersatz Eternal, 1972) : Des astronautes naufragés se retrouvent sur une planète aux propriétés étranges. Ils découvriront qu'il y a plusieurs manières de se reproduire.
- L'Aveu (The Confession, 1972) : Un homme mêle des évènements présents et futurs. Il tentera de démêler cet écheveau pour sauver la femme qu'il aime.
- Les Sacrifiés (The Expendables, 1963) : Pour mater une rébellion larvée à bord d'un vaisseau de colonisation, le commandant envoie les mutins vers une planète inexplorée par l'homme. Le contact des deux civilisations aura des conséquences inattendues.
- Dialectes (Pendulum, 1978) : Involontairement, un marin ramène à la vie une race extra-terrestre enfouie dans l'écorce terrestre. Il deviendra la cible de multiples attentats de la part de ses congénères, mais les extra-terrestres veilleront sur sa santé.